# Национальный музей Швеции
Национальный музей Швеции (швед. Nationalmuseum) — крупнейший в Швеции музей изобразительных искусств. Открыт в октябре 2018 года, после пятилетней реставрации.

## Общее описание
В здании музея, расположенном в Стокгольме, размещены около 16 000 полотен и скульптур, примерно 30 000 объектов художественного ремесла, а также графическая коллекция мирового значения. В состав Национального музея входят также коллекции в замках Грипсхольм, Дроттингхольм, Стрёмсхольм, Русенберг, Ульриксдаль, а также музей фарфора в Густавсберге.

## История
История собрания берёт своё начало в XVI столетии. Шведский король Густав Васа положил начало своей коллекции в замке Грипсхольм, которая быстро росла за счёт новых приобретений, даров и военных трофеев. Многие из итальянских полотен королева Кристина взяла с собой в 1654 году в Рим. В 1697 году пожар в замке Тре Крунур уничтожил значительную часть коллекции.
В 1740-х годах шведский посланник в Париже Карл Густав Тессин приобретал для собственной коллекции многие картины и рисунки французских, итальянских и фламандских художников. Его коллекция была одной из самых выдающихся для своего времени. Однако, будучи в долгах, был вынужден продать часть собрания королю Фредерику I. После смерти короля Густава III в 1792 году эта коллекция поступила в музей, она составляет гордость и основу собрания произведений французского искусства. Современное здание музея построено немецким архитектором Августом Штюлером и открылось в 1866 году. Жемчужина художественного собрания — картина «Заговор Юлия Цивилиса» работы Рембрандта.

## Избранные произведения из коллекции музея
- Александр Рослин, Дама под вуалью, 65 x 54 см
- Андерс Цорн, Даларнские девушки в сауне, 86 × 53 см
- Андерс Цорн, Танец в Иванову ночь, 140 x 98 см
- Винсент Ван Гог, Свет сквозь навес из ветвей, 33 x 24 см
- Гюстав Курбе, Жо, прекрасная ирландка, 54 x 65 см
- Джованни Баттиста Пьяцетта, Экстаз Святой Тересы, 46 x 38 см
- Джованни Баттиста Тьеполо, Великодушие Сципиона, 61 x 44 см
- Жан Симеон Шарден, Кролик и медный котелок, 68 x 57 см
- Жан-Антуан Ватто, Урок любви, 44 x 61 см
- Жан-Оноре Фрагонар, Бесполезное сопротивление, 45 x 60,5 см
- Камиль Коро, Чивита-Кастеллана, 36 x 51 см
- Камиль Писарро, Понтуаз, 65 x 51 см
- Жорж де Ла Тур, Покаяние Святого Иеронима, 156 x 106 см
- Лукас Кранах Старший, Плата, 108 x 119 см
- Густаф Лундберг, Портрет Густава Бадина за партией в шахматы, 74 × 57 см
- Маттиас Грюневальд, Голова старика, 190 х 259 см
- Никола Пуссен, Вакх и Эригона, 98 x 74 см
- Огюст Ренуар, Лягушатник, 66 x 81 см
- Оноре Домье, Добрая бутылка, 22 x 29 см
- Петер Пауль Рубенс, Вакханалия на Андросе (копия с оригинала Тициана), 200 x 215 см
- Поль Гоген, Пейзаж в Бретани, 72 x 91 см
- Поль Сезанн, Натюрморт с гипсовым Купидоном, 63 x 81 см
- Пьер Боннар, Обнаженный натурщик, 122 x 38 см
- Пьеро ди Козимо, Богоматерь с младенцем Христом за книгой, 83 × 56 см
- Пьетро Перуджино, Святой Себастьян, 174 x 88 см
- Рембрандт, Заговор Юлия Цивилиса, 196 x 309 см
- Себастьян Бурдон, Христина, королева Швеции, 72 x 58 см
- Теодор Жерико, Головы казненных, 50 x 61 см
- Томас Гейнсборо, Леди Эрдли, 215 x 149 см
- Тулуз-Лотрек, В цирке. Эквилибристка, 47 x 32 см
- Франс Хальс Женщина со сложенными руками, 98 х 70 см
- Франсиско Гойя, Аллегория Конституции 1812 года, 294 × 244 см
- Франсиско де Сурбаран, Плащаница, 70 x 51,5 см
- Франсуа Буше, Триумф Венеры, 130 x 62 см
- Карл Фредрик Хилл, Сена под Буа-лё-Руа, 53 х 72 см
- Хосе де Рибера, Мученичество Святого Варфоломея, 208 x 157 см
- Эдгар Дега, Три русские танцовщицы, 62 x 67 см
- Эдуар Мане, Юноша, чистящий грушу, 85 x 71 см
- Эль Греко, Святые апостолы Пётр и Павел, 124 x 93 см